# MFK Łokomotyw Odessa
Łokomotyw Odessa (ukr. Міні-футбольний клуб «Локомотив» Одеса, Mini-Futbolnyj Kłub "Łokomotyw" Odesa) – ukraiński klub futsalu, mający siedzibę w mieście Odessa. Od sezonu 1994/95 do 1997/98 występował w futsalowej Wyższej lidze Ukrainy.

## Historia
Chronologia nazw:
- 1993: Odesa-Nord Odessa (ukr. «Одеса-Норд» Одеса)
- 1994: Łokomotyw Odessa (ukr. «Локомотив» Одеса)
- 1999: klub rozwiązano

W czerwcu 1993 roku słynny piłkarz z Odessy Anatolij Kołdakow zainicjował utworzenie pierwszego w historii Odessy profesjonalnego klubu futsalowego. Wsparcie finansowe dla zespołu okazał "NORD BANK», dlatego klub otrzymał nazwę Odesa-Nord Odessa.
24 września 1993 klub debiutował w Pierwszej Lidze. Niestety, do tego historycznego dnia nie doczekał się Anatolij Kołdakow. 9 września doznał udaru mózgu, po czym został zabrany do szpitala gdzie przeniósł następne trzy udary mózgu. W pierwszym sezonie 1993/94 klub zajął 3.miejsce i awansował do Wyższej Ligi. Potem zespół znalazł się pod jurysdykcją Odeskiej Kolei Ukrainy i w grudniu 1994 roku został przemianowany na Łokomotyw Odessa. W rundzie wiosennej sezonu 1994/95 do klubu został zaproszony znany trener Wałerij Wodian, z którym w 1996 klub osiągnął swój pierwszy najwyższy sukces - mistrzostwo Ukrainy.
18 kwietnia 1998 Łokomotyw Odessa "trzasnął drzwiami" w swoim ostatnim oficjalnym meczu w historii pokonując Wuhłyk Makiejewka - 28:4. To zwycięstwo jest nadal największym w historii ukraińskiego futsalu.
Do 1998 grał w najwyższej klasie rozgrywek ukraińskiego futsalu. W związku z sytuacją finansową w kraju Kolej odmówiła sponsorowania Łokomotywa i po "złotym" sezonie 1997/98 klub został rozwiązany. Drużyna rezerw przeniesiona do pierwszej ligi i po sezonie 1998/99 Łokomotyw Odessa przestał istnieć ostatecznie.

## Barwy klubowe, strój
| Błękitny | Biały |

Zawodnicy klubu zazwyczaj grali swoje mecze domowe w błękitnych koszulkach, białych spodenkach i błękitnych getrach.

## Sukcesy

### Trofea międzynarodowe
| \| \| Zdobyte trofea w rozgrywkach międzynarodowych (stan na: 31-05-2018) \| |                                                                     |      |          |
| Rozgrywki                                                                    | Osiągnięcie                                                         | Razy | Sezon(y) |
| FIFA                                                                         | Zdobyte trofea w rozgrywkach międzynarodowych (stan na: 31-05-2018) |      |          |

- Klubowe Mistrzostwa Europy w Futsalu:
  - półfinalista (1x): 1996/97

### Trofea krajowe
| \| \| Zdobyte trofea w rozgrywkach Ukrainy (stan na: 31-05-2018) \| |                                                            |      |                           |
| Rozgrywki                                                           | Osiągnięcie                                                | Razy | Sezon(y)                  |
| · Mistrzostwo                                                       | I miejsce                                                  | 3    | 1995/96, 1996/97, 1997/98 |
| · Mistrzostwo                                                       | II miejsce                                                 | 0    |                           |
| · Mistrzostwo                                                       | III miejsce                                                | 0    |                           |
| Puchar                                                              | zdobywca                                                   | 2    | 1996/97, 1997/98          |
| Puchar                                                              | finalista                                                  | 1    | 1995/96                   |
| II liga                                                             | I miejsce                                                  | 0    |                           |
| II liga                                                             | II miejsce                                                 | 0    |                           |
| II liga                                                             | III miejsce                                                | 1    | 1993/94                   |
| Ukraina                                                             | Zdobyte trofea w rozgrywkach Ukrainy (stan na: 31-05-2018) |      |                           |

### Pozostałe trofea
- Międzynarodowy Turniej "Biała Akacja" (w Odessie):
  - 1 miejsce (1x): 1996, 1997
- Międzynarodowy Turniej "Kijowska Ruś":
  - 1 miejsce (1x): 1995

## Piłkarze i trenerzy klubu

### Trenerzy
Wałerij Ionysz (1993–199?)
 Jewhen Armer (199?–1995)
 Wałerij Wodian (1995–1999)

## Struktura klubu

### Stadion
Klub rozgrywał swoje mecze domowe w USZ Krajan w Odessie, który może pomieścić 1000 widzów.

### Sponsorzy
- "Łokomotyw"